# یاشنگتس
یاشنگتس (به لاتین: Jasiniec) یک روستا در لهستان است که در گمینا بوگدانگتس واقع شده‌است. یاشنگتس ۹۰ نفر جمعیت دارد.